# Stenopygella
Stenopygella es un subgénero de mantis de la familia Mantidae.

## Especies
Las especies de este subgénero son:
- Stenopygella orientalis
- Stenopygella reticulata
- Stenopygella usambarica